# کارلوس ویگاری
کارلوس ویگاری (انگلیسی: Carlos Vigaray؛ زادهٔ ۷ سپتامبر ۱۹۹۴) بازیکن فوتبال اهل اسپانیا است.
از باشگاه‌هایی که در آن بازی کرده‌است می‌توان به باشگاه فوتبال ختافه اشاره کرد.